# Hørsholm Sognekommune
Hørsholm Sognekommune omfattende kun eet sogn, Hørsholm og blev oprettet i 1842 i henhold til anordning af 13. august 1841 om landkommunalvæsenet. Hørsholm Sognekommune eksisterede indtil kommunalreformen 1970, hvor kommunen – efter udvidelse med dele af Blovstrød Kommune (Blovstrød Nedensogn) – fortsatte som Hørsholm Kommune.
Hørsholm Kommune lå i Lynge-Kronborg Herred, Frederiksborg Amt.

## Infrastruktur
Hørsholm kommune blev gennemskåret af både vigtigere hovedlandeveje og landeveje og fra slutningen af 1800-tallet tillige af en jernbaneforbindelse. I slutningen af 1800-tallet fandtes tillige om sommeren skibsforbindelser ved Øresund.

### Vejnet
De vigtigste vejforbindelser var Kongevejen mellem København og Helsingør samt landevejen mellem Hørsholm og Fredensborg (disse veje blev forgrenede nord Usserød i Karlebo Kommune) samt Strandvejen langs Øresund. Andre biveje forbandt kommunens landsbyer indbyrdes og med hovedvejene.

### Baneforbindelser
I 1897 anlagdes Kystbanen med station på bar mark midt mellem Hørsholm og Rungsted (Rungsted Kyst Station). Dette skulle få stor betydning for byudviklingen efter århundredeskiftet: efter anlæggelsen af Rungsted Kyst Station udviklede der sig en omfattende villabebyggelse omkring stationen, ligesom også bebyggelsen ved Øresundskysten og i Hørsholm voksede for omkring 1930 at vokse sammen til een stor bebyggelse.

## Befolkningsudviklingen i Hørsholm Kommune
Ved oprettelsen fandtes kun eet større bysamfund i kommunen, flækken Hørsholm med handlende, håndværkere og embedsvæsen, der var forbundet med et mindre fabrikssamfund mod nord omkring Usserød Klædefabrik. Men først i 1938 blev Usserød henlagt under Hørsholm.
I 1897 anlagdes Kystbanen med station midt mellem Hørsholm og Rungsted. Dette bevirkede, at der efterhånden skete en kraftig byvækst både i Hørsholm og i Rungsted og omkring stationen. Således købte ejeren af Rungsted Badehotel, Fugmann, sammen med vinhandler Dreyer og andre i juni 1897 et stort areal i Rungsted, som de fik udstykket til villabebyggelse. Også andre store ejendomme som Folehavegård, Rungstedgård, Rungstedlund solgte grunde fra, men det skete gradvist, som regel kun en eller to byggegrunde ad gangen, hvorfor bebyggelsesudviklingen længe skete i langsomt tempo. Endnu op til omkring 1930 var det muligt at skelne mellem de tre bebyggelser, men efter 2. verdenskrig og især i 1960-erne, efter at Hørsholm i 1956 også havde fået motorvejsforbindelse med København, skete der en yderligere byudvikling på stedet blandt andet ved, at kommunalt ejet landbrugsjord blev udstykket og nu også til kædehuse og andre mindre ejendomme, hvilket gjorde, at de tre byområder voksede sammen ligesom også Usserød blev en integreret del af byområdet. Den stedlige erhvervsudvikling blev yderst beskeden, og Hørsholms indbyggere blev overvejende folk, som dagligt pendlede til arbejde i Hovedstaden.
Befolkningsudviklingen i Hørsholm 1901-1965:
| År   | Hørsholm | Vallerød- Pennehave | Rungsted | Usserød | heraf i Birkerød Sogn | heraf i Bloustrød Sogn | I alt Hørsholm by |
| ---- | -------- | ------------------- | -------- | ------- | --------------------- | ---------------------- | ----------------- |
| 1901 | 900      |                     |          |         |                       |                        | (900)             |
| 1906 | 1.140    | 271                 | 87       | 1.051   | 1.051                 | -                      | (2.549)           |
| 1911 | 1.142    | 373                 | 101      | 1.244   | 1.244                 | -                      | (2.860)           |
| 1916 | 1.330    | -                   | 557      | 1.354   | 1.354                 | -                      | (3.241)           |
| 1921 | 1.364    | 917                 | 511      | 1.683   | 1.430                 | 253                    | (4.475)           |
| 1925 | 1.676    | 1.288               | 627      | 1.901   | 1.636                 | 265                    | (5.492)           |
| 1930 | 1.579    | 1.419               | 736      | 1.957   | 1.674                 | 283                    | (5.691)           |
| 1935 | 1.807    | 1.773               | 828      | 2.077   | 1.759                 | 318                    | (6.485)           |
| 1940 | 1.905    | 1.565               | 1.365    | 2.092   |                       |                        | 6.927             |
| 1945 | 7.498    |                     |          |         |                       |                        | 7.498             |
| 1950 | 8.750    |                     |          |         |                       |                        | 8.750             |
| 1955 | 10.352   |                     |          |         |                       |                        | 10.352            |
| 1960 | 12.401   |                     |          |         |                       |                        | 12.401            |
| 1965 | 14.509   |                     |          |         |                       |                        | 14.509            |

*Noter: Kilder: diverse folketællinger. Bemærk, at der især ved de ældre er usikkerhed i opgivelserne. - betyder manglende opgørelse mens tomt felt betyder at tallene ikke opgøres særskilt mere.

### Næringsfordeling
Ifølge folketællingen 1890 var næringsfordelingen i Hørsholm sogn følgende: 129 levede af immateriel virksomhed, 310 af jordbrug, 49 af gartneri, 76 af fiskeri, 305 af industri, 158 af handel, 175 af søfart, 39 af andre næringsveje, og 2 var under fattigvæsenet. Foruden landbrug spillede også fiskeri og søfart en vis rolle, mens den ret store andel af handel og industri skyldtes Hørsholm by status som flække.
Ifølge folketællingen 1906 var næringsfordelingen i Hørsholm sogn følgende: 168 levede af immateriel virksomhed, 392 af landbrug, skovbrug og mejeri, 42 af fiskeri, 795 af håndværk og industri, 268 af handel, 183 af samfærdsel (jernbane, post- og telegrafvæsen, transport og søfart), 66 som kapitalister og aftægtsfolk, 33 var offentligt forsørgede og 175 levede af andre og uangivne næringer. Landbrug spillede således en beskeden rolle, mens liberale erhverv, handel og industri var de vigtigste næringsveje.
Ifølge folketællingen 1930 var næringsfordelingen i Hørsholm kommune følgende: 480 levede af landbrug med videre, 882 af håndværk og industri, 574 af handel, 311 af transport, 474 af immateriel virksomhed, 428 af husgerning, 444 var ude af erhverv, og 141 havde ikke angivet indtægtskilde. De forholdsvis høje tal for både handel, transport og immateriel virksomhed afspejler ikke kun Hørsholms betydning som servicecenter for de omgivende landområder men også, at det fremvoksende byområde omkring stationen i stigende grad var pendlere til hovedstaden: i 1930 således 276 svarende til 13,5% af de sysselsatte og i 1935 319 personer.
Ifølge folketællingen 1950 var næringsfordelingen i Hørsholm kommune følgende: 742 levede af landbrug med videre, 3.438 af håndværk, industri og byggeri, 1.533 af handel, 593 af transport, 1.326 af immaterielle erhverv, 919 af formue, rente og lignende, mens 199 ikke havde angivet indkomstkilde. Byudviklingen var nu stærkt fremskreden, og Hørsholm havde udviklet sig til en satellitby i forhold til Hovedstaden: i 1948 arbejdede 1.243 personer i København svarende til 25,8% af samtlige sysselsatte, og i 1957 var antallet vokset til 2.121 personer og andelen vokset til 32,6%.

## Byudviklingsplan
Den fremadskridende byudvikling i Nordøstsjælland og især ved Øresund gjorde en planlægning nødvendig, og efter 2. verdenskrig blev nedsat en såkaldt byudviklingsudvalg for Københavns-egnen, hvis virkeområde også omfattede Hørsholm kommune, hvis voksende tilknytning til hovedstaden man allerede var opmærksom på. Udvalget konstaterede, at der i perioden 1945-50 var sket udstykninger i tilknytning til Hørsholm. og konstaterede, at hele området var omfattet af kloakeringsplaner. Endvidere fandt man, at byudviklingen ikke ville komme i konflikt med landskabelige fredningsinteresser og på denne baggrund anbefalede man byudviklingsområder i inder- og mellemzone, det vil sige områder, der kunne inddrages til byudvikling, når kommunen fandt det hensigtsmæssigt. Man regnede med, at Hørsholm ville vokse fra 8.500 indbyggere i 1950 til 22.500 indbyggere, når de udpegede byudviklingsmuligheder var udnyttede. En ny byudviklingsplan fra 1966 forudsatte byudvikling for stort set hele den daværende Hørsholm Kommune bortset fra Kokkedal gods og de grønne områder syd for byen, det vil sige en sammenbygning af Hørsholm og Kokkedal vest for Kystbanen. De nordvestlige dele var forudset anvendt til erhverv, resten til åben lav, tæt-lav eller etageboliger.

## Valgresultater
| 3 | 6 |

| 8 |

| 3 | 6 |

| 8 |

| 5 | 6 |

| 10 |

| 4 | 7 |

| 10 |

| 4 | 7 |

| 9 | 2 |

| 4 | 7 |

| 9 | 2 |

| 4 | 7 |

| 10 |

| 7 | 8 |

| 13 |

| 7 | 6 | 2 |

| 11 | 4 |

| 6 | 8 | 1 |

| 12 | 3 |

| 6 | 1 | 7 | 1 |

| 12 | 3 |

| 5 | 9 | 1 |

| 12 | 3 |

| 5 | 10 |

| 11 | 4 |

| 4 | 10 | 1 |

| 12 | 3 |